# 強気
| ウィキペディアには「強気」という見出しの百科事典記事はありません（タイトルに「強気」を含むページの一覧/「強気」で始まるページの一覧）。 代わりにウィクショナリーのページ「強気」が役に立つかもしれません。 |